# جاي نيلسون
جاي نيلسون (بالإنجليزية: Jay Nilsson)‏ هو لاعب كرة قاعدة أسترالي، ولد في 1 نوفمبر 1987 في Redcliffe, Queensland ‏ في أستراليا.

## روابط خارجية
- جاي نيلسون على موقع دوري أستراليا لكرة القاعدة (الإنجليزية)
- جاي نيلسون على موقعبيزبول رفرنس.كوم (الدوري الثانوي) (الإنجليزية)